# Loweria platydesma
Loweria platydesma là một loài bướm đêm trong họ Geometridae.